# 锡龙
锡龙（法語：Ciron，法語發音：[siʁɔ̃]）是法国安德尔省的一个市镇，位于该省西部，克勒兹河右岸，属于勒布朗区。

## 地理
锡龙（46°37'38"N, 1°14'42"E）面积57.94 平方千米，位于法国中央-卢瓦尔河谷大区安德尔省，该省份为法国中部省份，北起卢瓦-谢尔省，西北接安德尔-卢瓦尔省，西南接维埃纳省，南至克勒兹省和上维埃纳省，东临谢尔省。
与锡龙接壤的市镇（或旧市镇、城区）包括：沙莱、希特赖、米涅、乌尔什、罗奈、吕费克。
锡龙的时区为UTC+01:00、UTC+02:00（夏令时）。

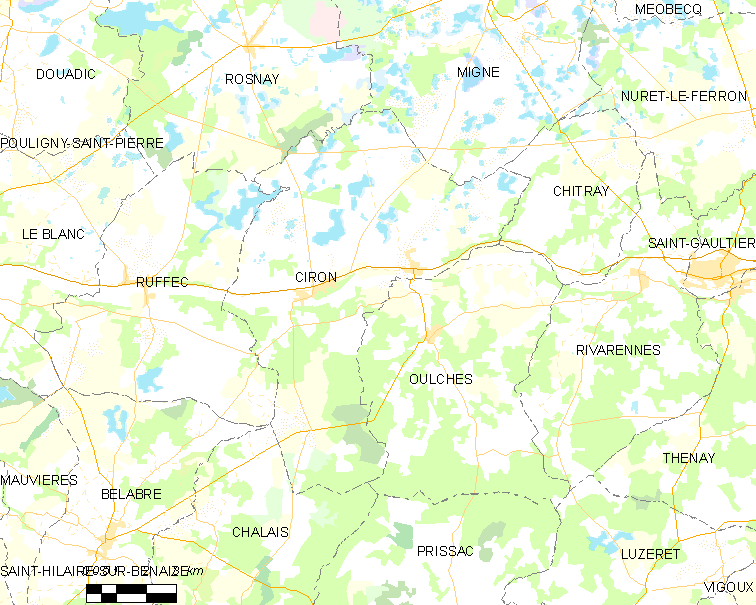
锡龙的OSM定位图

## 行政
锡龙的邮政编码为36300，INSEE市镇编码为36053。

## 政治
锡龙所属的省级选区为勒布朗县。

## 交通
沙托鲁—普瓦捷一线的公路（省道D951线）经过境内。

## 人口

1962-2008年间锡龙人口变化图示

锡龙于2022年1月1日时的人口数量为523人。